# Daiki Hashimoto
Daiki Hashimoto (em japonês:  橋本 大輝, Hashimoto Daiki; Narita, 7 de agosto de 2001) é um ginasta artístico japonês, campeão olímpico e bicampeão mundial.   

## Vida pessoal
Hashimoto nasceu em Narita, Japão. Influenciado pelos irmãos mais velhos, Takuya e Kengo, que competiram na ginástica artística em nível de clube e universitário, Daiki começou a treinar ginástica aos seis anos de idade no Sawara Junior Club no Japão. Ele frequentou a Funabashi Municipal High School, onde suas habilidades foram aprimoradas sob a orientação de treinadores especialistas. Nessa época, foi apelidado pelo seu treinador de Mr. Infinite Stamina (Sr. Resistência Infinita, na tradução literal) devido a seu apetite por treinamento. Atualmente, é aluno da Juntendo University, disputando em competições de ginástica pela equipe da instituição. Seus hobbies são dirigir e assistir filmes.

## Carreira

### 2018–20
Hashimoto representou o Japão no Campeonato Juvenil Asiático de 2018, realizado de 25 a 28 de abril em Jacarta, onde conquistou a medalha de prata por equipes. Individualmente, ele obteve o ouro no solo e no cavalo com alças, ficando em quarto lugar nas argolas e no individual geral. Em novembro, ele disputou no nível sênior o Campeonato All-Japan em Takasaki, representando a Funabashi High School, que ficou em quinto lugar na competição por equipes.
Hashimoto se tornou membro da equipe nacional masculina de ginástica artística do Japão em 2019, enquanto ainda estudava na Funabashi Municipal High School. Em abril de 2019, participou do Campeonato All-Japan em Chofu, ficando na sétima posição no individual geral.  Em junho, na segunda etapa do mesmo campeonato, dessa vez em Takasaki, obteve a medalha de bronze na final do cavalo com alças.
Em outubro, participou de sua primeira competição internacional no Campeonato Mundial de Ginástica Artística de 2019 em Stuttgart. Com 18 anos, Hashimoto foi o ginasta mais novo da competição. Na ocasião, conquistou junto a equipe japonesa a medalha de bronze por equipes, superados pelas equipes da Rússia e China. Ficou na quarta posição na final da barra fixa e na nona colocação na final do cavalo com alças.
No mês seguinte, em novembro, ele participou da terceira e última etapa do Campeonato All-Japan em Takasaki, disputando por equipes, novamente representando a Funabashi High School e dessa vez ficando na sexta colocação. Um ano depois, em dezembro de 2020, esteve no Campeonato All-Japan em Takasaki novamente. Dessa vez, Hashimoto representou a Juntendo University, ficando em quinto lugar na final do individual geral e também disputando as finais do solo e da barra fixa. 

### 2021
Em abril de 2021, ele conquistou o ouro no individual geral no Campeonato All-Japan outra vez em Takasaki, superando Wataru Tanigawa e Kazuma Kaya. No mês seguinte, Hashimoto disputou o NHK Trophy em Nagano e, apesar de ter alcançado apenas a segunda maior pontuação da competição, ele ainda ganhou o título porque o torneio também usou as pontuações do individual geral do Campeonato All-Japan para somar com as pontuações do NHK Trophy e, assim, chegar aos resultados finais. Com os resultados obtidos nos dois campeonatos, ele garantiu sua vaga na equipe olímpica japonesa dos Jogos Olímpicos de Tóquio. Já em junho, participou da segunda etapa do Campeonato All-Japan em Takasaki, disputando na final da barra fixa e obtendo o ouro ao superar o veterano multimedalhista Kohei Uchimura.
Nos Jogos Olímpicos de Verão de 2020 em Tóquio, Hashimoto se consagrou campeão em duas provas: individual geral masculino e barra fixa, conquistando a medalha de ouro nas duas modalidades após finalizar as séries com 88.465 e 15.066 pontos, respectivamente. Também obteve a medalha de prata na competição por equipes, ao lado dos ginastas japoneses Kazuma Kaya, Takeru Kitazono e Wataru Tanigawa. Aos 19 anos e 355 dias, ele se tornou o mais jovem ginasta masculino a ganhar uma medalha de ouro no individual geral nos Jogos Olímpicos quando conquistou a vitória nos Jogos de 2020 em Tóquio.
Em outubro, ele esteve no Campeonato Mundial de Ginástica Artística de 2021, em Kitakyushu, também no Japão, onde acabou ficando com a prata no individual geral com a nota total de 87.964 depois de uma acirrada disputa com o ginasta chinês Zhang Boheng, cuja diferença entre notas foi de apenas 0,017 décimos. Hashimoto também conseguiu a medalha de prata na barra fixa, após ser superado pelo também chinês Hu Xuwei. Mais tarde, em dezembro, o ginasta participou da terceira etapa do Campeonato All-Japan de 2021 em Tóquio, conquistando o ouro por equipes com o time da Juntendo University.

### 2022
Em abril de 2022, o ginasta japonês esteve disputando o Campeonato All-Japan em Tóquio mais uma vez, defendendo seu título no individual geral. Participou também do NHK Trophy de 2022 em maio, realizado em Tóquio, onde, apesar do baixo desempenho no cavalo com alças e na barra fixa, conquistou o título no individual geral novamente devido a regra de que a pontuação desse campeonato é somada com a pontuação do Campeonato All-Japan, chegando ao total. Em junho do mesmo ano, ele esteve na segunda etapa do Campeonato All-Japan, em Tóquio, ocasião em que obteve o bronze na final do solo.
Em 2 de novembro de 2022, Hashimoto disputou o Mundial em Liverpool pelo time japonês, obtendo a medalha de prata na final por equipes. Dois dias depois, conquistou o ouro no individual geral com a pontuação de 87.198 no mesmo evento. Em seguida, ganhou mais duas medalhas de prata em Liverpool, as quais foram obtidas no solo, onde foi superado apenas pelo britânico Giarnni Regini-Moran, e na barra fixa, ficando atrás do americano Brody Malone. Com quatro medalhas obtidas no Mundial, o ginasta japonês finalizou uma grande campanha, apesar de admitir antes das finais estar preocupado por estar competindo com dores no pulso devido ao intenso treinamento. Mais tarde, em dezembro, Daiki marcou presença da última etapa do Campeonato All-Japan daquele ano, realizada em Echizen, disputando por equipes e ficando em quarto lugar com a equipe da Juntendo University.

### 2023
Iniciou a temporada de 2023 disputando o DTB Pokal em Stuttgart, realizado em março, onde conquistou o ouro na disputa das equipes mistas, bem como mais um ouro na competição da barra fixa, além de uma medalha de prata pela equipe masculina. Em abril, disputou a primeira etapa do Campeonato All-Japan em Tóquio, conquistando seu terceiro título no individual geral. No mês seguinte, também alcançou o terceiro título geral no NHK Trophy, também realizado em Tóquio. Já em junho, esteve disputando a segunda etapa do Campeonato All-Japan, no qual não obteve bons resultados.
Na Universíada de Verão de 2021, realizada de 28 de julho a 8 de agosto de 2023 em Chengdu, Hashimoto conquistou a medalha de prata por equipes junto a Shohei Kawakami, Kazuma Kaya, Kazuki Minami e Kaito Sugimoto, com a equipe japonesa sendo superada apenas pela China. Com grande desempenho, Daiki se classificou para a final do individual geral, solo, cavalo com alças, barras paralelas e barra fixa. No entanto, na final do individual, após realizar sua série no solo, o japonês caiu do cavalo com alças, chegando a bater a cabeça no aparelho, o que fez o ginasta ter que desistir do resto da competição.
Em 3 de outubro de 2023, alcançou o topo do pódio por equipes no Mundial em Antuérpia, ao lado dos ginastas Kenta Chiba, Kazuma Kaya, Kazuki Minami e Kaito Sugimoto, sendo o primeiro título do Japão como equipe desde 2015. Dois dias depois, Hashimoto disputou a final do individual geral. Com uma rotina não tão expressiva nas classificatórias, ele havia ficado numa posição abaixo de Chiba e Kaya, o que inicialmente deixou ele fora da final geral, uma vez que apenas dois ginastas de cada país podem competir. No entanto, o Japão decidiu retirar Kaya da final do individual geral para que Hashimoto pudesse competir. Na final, ele começou com alguns erros no solo, mas teve um desempenho excelente nos demais aparelhos, conquistando o ouro e o bicampeonato mundial. O ginasta japonês terminou sua participação no Mundial obtendo outra medalha de ouro, dessa vez na barra fixa. Mais tarde, em novembro, conquistou a prata por equipes na última etapa do Campeonato All-Japan em Yokkaichi, competindo pela Juntendo University.

### 2024
No ano seguinte, em abril, Hashimoto esteve na primeira etapa do Campeonato All-Japan em Takasaki, agora representando a Central Sports, conquistando seu quarto título no individual geral, superando Shinnosuke Oka e Kazuma Kaya, que ficaram com a prata e o bronze, respectivamente.
  

Em julho, se juntou a equipe japonesa mais uma vez nos Jogos Olímpicos de Verão de 2024 em Paris, novamente ao lado dos ginastas Kazuma Kaya e Wataru Tanigawa, com Takaaki Sugino e Shinnosuke Oka completando a equipe olímpica japonesa de 2024. Após se classificarem na segunda colocação na competição por equipes, superados apenas pelo time chinês, o Japão conquistou a medalha de ouro por equipes ao terminar a final com a pontuação de 259.594, apenas 0.532 décimos a frente da equipe chinesa. A disputa acirrada foi definida apenas na última série da barra fixa, o último aparelho. Hashimoto foi o último ginasta a realizar o exercício, conquistando uma pontuação de 14.566 e levando o Japão a ultrapassar a pontuação da equipe chinesa. 
"Senti que o resto da equipe estava todo atrás de mim, eles me apoiaram. Eles me empurraram para o palco. Eu estava quase chorando antes da apresentação."
Na competição individual, apesar dos ótimos resultados nos Mundiais de 2022 e 2023, o campeão olímpico nas modalidades individual geral e barra fixa não conseguiu confirmar o favoritismo e defender seus títulos nos aparelhos. Favorito para enfrentar o chinês Zhang Boheng na final do individual geral, Hashimoto viu suas chances de obter o bicampeonato olímpico serem frustradas ao perder o equílibrio e escorregar do cavalo com alças, acabando por ficar na sexta posição. 
"Decidi hoje que vou olhar para dentro de mim, fazer um balanço desses últimos três anos em que não consegui melhorar em nada, redefinir meus sentimentos e trabalhar para as próximas Olimpíadas e meus próximos objetivos. [...] O lugar em que estou agora é completamente diferente de onde imaginei que estaria depois de três anos (desde Tóquio 2020). Mas sei que ainda sou capaz de me desafiar, então espero me refazer com um novo começo." 
Na barra fixa, Hashimoto sequer conseguiu se classificar para a etapa final, perdendo a chance de defender seu título após cair do aparelho durante sua série nas classificatórias.
Mais tarde, em novembro, disputou a segunda e terceira etapas do Campeonato All-Japan em Yokkaichi, conquistando a prata na final do solo e o ouro na final da barra fixa. Na disputa por equipes, alcançou o segundo lugar com a Central Sports, ajudando a equipe com pontuações significativas no cavalo com alças (15.133), no salto (14.966) e na barra fixa (15.000).

### 2025
Em abril de 2025, agora representando a Nippon Life, Daiki marcou presença na primeira etapa do Campeonato All-Japan em Takasaki, conquistando seu quinto título no individual geral, com Shinnosuke Oka e Tsunogai Tomoharu completando o pódio. Em maio, participou da NHK Trophy em Tóquio, ficando com a medalha de prata no individual geral, dessa vez superado por Oka.